# Wolfgang Neipp
Wolfgang Neipp (* 24. Mai 1961) ist ein ehemaliger deutscher Fußballspieler. Für den SSV Ulm 1846 bestritt er 53 Spiele in der  2. Bundesliga, dabei erzielte der offensive Mittelfeldspieler neun Tore. Nach dem Ende seiner aktiven Laufbahn wurde er Kneipier und Trainer im Amateurbereich.

## Sportlicher Werdegang
Neipp spielte in seiner Jugend beim VfB Stuttgart und Heidenheimer SB. Über den Fünftligisten FV 09 Nürtingen kam er 1979 zum 1. Göppinger SV in die Oberliga Baden-Württemberg, wo der Teenager in seiner Debütsaison unter Spielertrainer Willi Hoffmann zu neun Spieleinsätzen kam. Mit zwei Punkten Rückstand auf den Aufsteiger VfB Eppingen verpasste die Mannschaft die Vizemeisterschaft und den damit verbundenen Aufstieg in die 2. Bundesliga. Zwischenzeitlich zum Heidenheimer SB zurückgekehrt, holte ihn Anfang 1983 der Oberliga-Meister SSV Ulm 1846 in seine Reihen. In der Rückrunde der Oberliga-Spielzeit 1982/83 erzielte er in 14 Meisterschaftsspielen neun Tore und trug somit zum Wiederaufstieg des Klubs in die 2. Bundesliga bei. Unter Trainer Paul Sauter bildete er über weite Strecken der Saison 1983/84 gemeinsam mit Maximilian Hauck und Dieter Kohnle die Offensive des Klubs, der im hinteren Mittelfeld rangierte. Nach einem Trainerwechsel im Sommer 1984 rückte er unter Hannes Baldauf ins zweite Glied, erst unter dessen Nachfolgern Fritz Fuchs und Walter Modick kam er häufiger zum Einsatz. Dabei erzielte er drei Tore in 24 Spielen, zum Saisonende stieg der Klub wieder in die Oberliga ab. Anschließend lief er noch eine Halbserie unter Werner Nickel für die Spatzen auf, ehe er zum Jahreswechsel 1985/86 Modick folgte, der das Traineramt beim Ligakonkurrenten FV Biberach bedeckte. Hier war er mit seinen zwei Saisontoren zweitbester Torschütze hinter dem Ex-Ulmer Wolfgang Fisel, der Klub verpasste einen Punk thinter Platz 11 liegend aufgrund der schlechteren Tordifferenz gegenüber FV Lauda den Klassenerhalt am Ende der Oberliga-Spielzeit 1985/86.
Neipp heuerte später im italienischen Amateurfußball an, wo er drei Jahre für Fontanabuona Calcio gegen den Ball trat. Anschließend kehrte er nach Schwaben zurück und spielte für die SpVgg Au/Iller, mit der er Landesligameister wurde. Später trainierte er verschiedene Vereine in der Ulmer Region wie als Spielertrainer den SV Scharenstetten, den FV Weißenhorn, die Reservemannschaft des SV Grimmelfingen und die SF Rammingen. Hauptberuflich betreibt er eine Kneipe im Ulmer Stadtteil Söflingen.